# بالبر

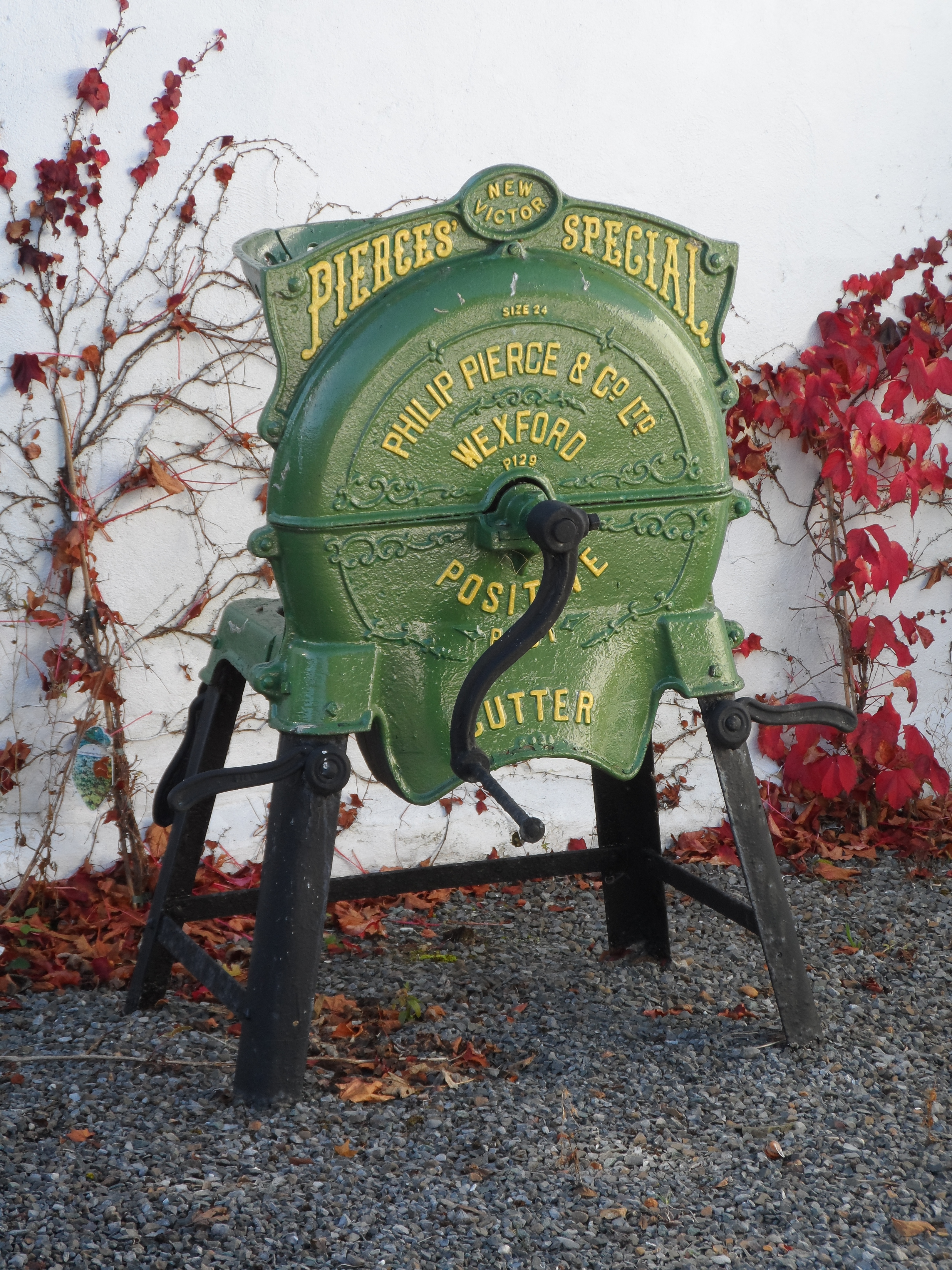
ماكينة بالبر، صناعة إيرلندية

بالبر (Pulper) هي آلة صنع عجينة الورق ومصممة لإزالة اللب (أي الطبقة الناعمة) من المنتجات الزراعية. على سبيل المثال، في زراعة البن ، فمثلاً يتم قطف حبوب البن الناضجة من شجيرات القهوة وقبل التخمير وتجفيفه لاحقًا، يجب إزالة اللب الناعم (وإلا سيحدث تخمير / تعفن لا يمكن السيطرة عليه). في حالة القهوة، تتم عملية استخلاص اللب عادة في آلة عجينة والتي يتم تدويرها يدويًا أو بمحرك؛ ويتم إفراغ الحبوب في وعاء مرتفع ثم يتم إسقاطها من خلال فتحة ضيقة تتلامس من خلالها مع أسطوانة دوارة مسننة تزيل اللب أو اللب. مرة أخرى في حالة القهوة، ويجب غسل الحبوب اللزجة الناتجة عن هذه العملية ثم تخميرها وغسلها مرة أخرى وتجفيفها قبل المعالجة الإضافية (الطحن لإزالة المخطوطة) ثم تحميصها.
في صناعة الورق، آلة عجينة الورق هي آلة تنتج اللب من ألياف السليلوز. يمكن استخدام هذا اللب مباشرة بواسطة آلة الورق. في صناعة مسحوق fufu، آلة عجينة الورق هي آلة تُستخدم لعج الكسافا المخمرة لإزالة الألياف قبل الترسيب.
هذا ويتم إعادة فصل نفايات ما بعد الاستهلاك، في إحدى العمليات المتضمنة في إعادة تدويرها.